# 松本哲也 (シンガーソングライター)
松本 哲也（まつもと てつや、1976年8月18日 - ）は日本のシンガーソングライター。希望郷いわて文化大使、さんりく大船渡ふるさと大使を務める。

## 概要
岩手県水沢市（現・奥州市）生まれ、大船渡市育ち。血液型はA型。
幼少期に預けられていた児童養護施設の保父が弾くギターで音楽に興味を持ち、中学1年のときに中古のギターを購入。独学で覚えたコードを弾きながら日記などにメロディーをつけ曲作りに夢中になる。
中学卒業後に単身で上京。飲食店で働きながらストリートやライブハウスで歌い続ける。
2002年、ワーナーミュージックジャパンより「翼」でメジャーデビュー。
2004年、日本テレビ『NNNドキュメント '04』で生い立ちに迫ったドキュメンタリーが全国放送され大きな反響を受け、半生を綴った告白記『空白』を幻冬舎から刊行。作家の村上龍が帯にコメントを寄せる。
2009年、岩手県「希望郷いわて文化大使」委嘱。
2011年、東日本大震災から1ヶ月後の4月11日、エンターテーメント一体型炊き出しキャラバン「いわて三陸復興食堂」を仲間たちとスタート。被災し家を失くした地元のすべての人が仮設住宅に入るまで、ほぼ毎週末に被災地で開催。
2013年、自身の半生と亡き母をモデルにした映画『しあわせカモン』（鈴木砂羽 主演）が全国公開。同時に書き下ろしの主題歌「ユキヤナギ」で10年ぶりにワーナーミュージックジャパンから再びメジャーデビュー。
2016年、岩手県大船渡市「さんりく大船渡ふるさと大使」委嘱。
2020年、渡米しニューヨークでライブや創作活動を行う。帰国後はコロナ禍により活動が制限されるも配信などでライブ活動を続ける。
2021年、初のセルフプロデュースとなるアルバム『Glass Fangs』をリリース。ブックレットやジャケットデザインなど自ら手がける。
2022年、デビューから20周年を迎え、2023年5月まで周年イヤーとしてアルバム『WONDERFUL JOURNEY』をリリース。
2023年2月、松本哲也メジャーデビュー20周年記念全国ツアー「Wonderful Journey - 素晴らしき旅」をスタート。
これまでにオフィシャルでリリースされたCDはシングルアルバム含め16枚。生い立ちや音楽活動は映画やドキュメンタリー番組、テレビの特集などで多く取り上げられてきた。現在、自身の音楽活動の他に地元岩手でラジオパーソナリティーや他アーティストへの楽曲提供、CMソングやテーマソング制作など幅広く活動している。
- オフィシャルサイトより引用

## 略歴
父は暴力団幹部、母は覚せい剤依存症で入退院を繰り返すという複雑な家庭に生まれる。5歳のとき両親の元から離れ祖父母の元で育つも、親戚から酷い虐待を受け、大船渡市猪川町にある児童養護施設・大洋学園に保護される。小学5年生の時に両親が離婚。その頃職員室で保父が弾いていたアコースティックギターにより、音楽への興味を持つ。大船渡市立猪川小学校卒業と同時に、児童養護施設を退園。
母方の祖父母に引き取られ金ケ崎町立金ケ崎中学校へ進学。その後母親に引き取られ水沢市立水沢中学校（現・奥州市立水沢中学校）へ転校するも、家庭との折り合いが悪く、学校にも馴染めず非行へと走る。中学2年の時に起こした傷害事件により、少年審判で鑑別所送致。その後教護院（現・児童自立支援施設）送致となる。この頃、施設内で作詞・作曲をするようになる。施設内で中学を卒業し、15歳で上京する。中華料理店のコック見習いなどで生計を立て、ストリートや都内ライブハウスなどで音楽活動を続ける。
2000年4月、TBSラジオで放送されていた番組が主催するアマチュアミュージシャンコンテストに出場し、アマチュアやインディーズを含む40組の中から優勝を勝ちとる。その後、2002年5月にワーナーミュージック・ジャパンからマキシシングル「翼」でメジャーデビュー。
デビューから約10ヶ月後の2003年3月、母親が岩手のアパートで独り亡くなっているのが発見される。まもなく所属事務所と所属レコード会社を離れ、故郷岩手で福祉施設慰問やボランティア活動を積極的にしながら音楽活動を続ける。
2004年2月、日本テレビ『NNNドキュメント'04『母との空白』』が全国放送。2004年4月、告白記『空白』が幻冬舎から発刊。2005年4月2日にNHKラジオ第1放送で放送された土曜ジャーナル『シンガーソングライター松本哲也〜大切なあなたへ捧ぐ歌』」は、第32回「放送文化基金賞」のラジオ番組部門において優秀賞を受賞（この番組は、神奈川県横浜市中区にある横浜情報文化センター内の放送ライブラリーで視聴できる）。
2009年、告白記『空白』を基に映画『しあわせカモン』（主演：鈴木砂羽）が制作される。岩手県内のホールで公開されるも、配給会社や制作会社の経済的理由で上映中止。2011年3月11日に起こった東日本大震災では震災5日後から沿岸に入り物資を届けたり炊き出しの手伝いなどで滞在。震災から丁度1ヵ月後の4月11日、移動式エンターテインメント一体型炊き出しキャラバン「いわて三陸復興食堂」を盛岡の仲間達と立ち上げほぼ毎週末岩手沿岸を移動しながら開催。2011年10月、『しあわせカモン』が広島県尾道市で行なわれた「お蔵出し映画祭2011」でグランプリを受賞し、2013年1月26日から全国公開される。
2013年1月23日、10年ぶりにワーナーミュージック・ジャパンから映画『しあわせカモン』主題歌「ユキヤナギ」でメジャー再デビュー。3月6日には初のファーストフルアルバム『START』をリリース。

## ディスコグラフィー

### シングル
| タイトル   | リリース日    | c/w                    | 生産番号   | 規格 | 備考                                                      |
| ---------- | ------------- | ---------------------- | ---------- | ---- | --------------------------------------------------------- |
| 翼         | 2002年5月9日  | 氷 / 月                | WPCV-10184 | CD   | 1st                                                       |
| I wish...  | 2002年8月7日  | 光 / 風                | WPCV-10193 | CD   | 2nd                                                       |
| REAL       | 2009年1月12日 | 月と太陽の間で / Start |            | CD   | ライブ会場限定販売                                        |
| 故郷       | 2011年4月29日 |                        |            | CD   | チャリティーシングルCD 募金に協力した人、被災者へ無料配布 |
| ユキヤナギ | 2013年1月23日 |                        | WPCL-11290 | CD   | メジャー復帰1st シングル                                  |

### ミニアルバム
| タイトル               | リリース日     | 生産番号    | 規格 | 備考       |
| ---------------------- | -------------- | ----------- | ---- | ---------- |
| 枯れることのない花の唄 | 2000年8月18日  | TEPPY-20001 | CD   | 自主制作盤 |
| 空白                   | 2002年12月11日 | WPCV-10206  | CD   | 1st        |
| セルフポートレイト     | 2004年2月18日  | DLCP-2020   | CD   | 2nd        |
| それから               | 2005年4月13日  | DLCP-2038   | CD   | 3rd        |
| REAL                   | 2009年4月3日   | MSUC-002    | CD   | 4th        |

### アルバム
| タイトル | リリース日    | 生産番号   | 規格 | 備考        |
| -------- | ------------- | ---------- | ---- | ----------- |
| 記憶     | 2004年8月11日 | DLCP-2029  | CD   |             |
| STRAT    | 2013年3月6日  | WPCL-11364 | CD   | メジャー1st |

## 著書
- 「空白」（2004年、幻冬舎）ISBN 4-344-00648-8

## タイアップ一覧
| 曲名               | タイアップ                                                                                      | 収録作品                                        |
| ------------------ | ----------------------------------------------------------------------------------------------- | ----------------------------------------------- |
| I wish...          | ◆テレビ神奈川「高校野球中継」エンディングテーマ ◆テレビ神奈川「ハマランチョ」エンディングテーマ | シングル「I wish...」 アルバム「それから」      |
| 空白               | ◆日本テレビ「ザ・ワイド」エンディングテーマ                                                     | アルバム「空白」                                |
| 嘘                 | ◆TBS「チューボーですよ!」エンディングテーマ                                                     | アルバム「空白」 アルバム「セルフポートレート」 |
| 悲しみが消えるまで | ◆テレビ神奈川「ハマランチョ」エンディングテーマ                                                 | アルバム「記憶」                                |
| ニュースプラス１   | ◆テレビ岩手「ニュースプラス1いわて」テーマ曲〔2004年4月 - 2006年9月〕                           | オリジナル書き下ろし                            |

## 出演

### レギュラー番組
ラジオ
- 松本哲也 今夜も最高!（2021年1月 - 2024年3月、FM岩手 毎週木曜日19:30 - 19:55）
- 松本哲也 NEXT STAGE（2012年7月 - 、FM岩手 毎週水曜日19:30 - 19:55）
- 松本哲也 Walk On Radio（2013年1月 - 、FM仙台 毎週水曜日20:30 - 20:55）
- 松本哲也の笑ってよろしく!（2012年1月 - 、FMあすも 毎週月曜日19:30 - 19:55）
- Monthly Music Focus（2008年1月 - 2010年3月、FM岩手）
- 松本哲也 Second Street（2007年11月1日 - 2010年12月、FM岩手 毎週木曜日20:00 - 20:55）
- LIVE GENERATION（2007年1月5日 - 6月29日、FM岩手 毎週金曜日21:00 - 21:55）
- 松本哲也 街の音 宵の唄（2005年10月 - 12月、FM岩手）
- 松本哲也 ON THE STREET（2004年10月 - 2006年9月28日、FM岩手）
- 松本哲也のStreet Soul（2004年1月8日 - 9月、FM岩手）

### 映画
- しあわせカモン（2009年） - 監督・脚本: 中村大哉、原案・音楽: 松本哲也、主演: 鈴木砂羽
- 僕らはココで生きていく（2013年） - 監督: 下山和也、音楽: 松本哲也